# Maryland SoccerPlex
Maryland Soccerplex é um complexo esportivo localizado em Germantown, Maryland, Estados Unidos. Há 19 campos de grama natural, três campos artificiais e oito quadras cobertas. Dois campos de golfe em miniatura, um driving range e um centro de mergulho foram recentemente adicionados.
O estádio principal tem capacidade para cerca de 5200 pessoas. O estádio foi a casa a do Washington Freedom, equipe da USL W-League, do Real Maryland Football Club, da PDL, e das equipes sub-23 de D.C. United.
Entre 2013 e 2020 foi casa do Washington Spirit, da NWSL. Atualmente a equipe manda seus jogos no Audi Field.
Atualmente é casa do Maryland Bobcats Football Club, equipe da National Independent Soccer Association.